# 綠原之戰
綠原之戰（Battle of Greenfields）是英國作家托爾金奇幻小說裡的虛構戰役，發生於第三紀元2747年的夏爾北區。一團來自迷霧山脈的半獸人，以高耳夫裘為首遭遇一隊以吼牛·圖克為首的哈比人。半獸人被擊敗，高耳夫裘被殺，據傳說，吼牛·圖克僅一揮臂便將高耳夫裘斬首，高耳夫裘的頭顱落在一個兔洞內，因此發明了高爾夫球。綠原之戰發生在魔戒聖戰前的250年。